# Joseph McCabe

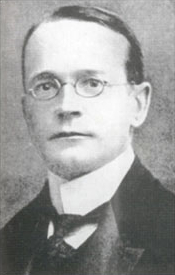
Joseph Martin McCabe (1910)

Joseph Martin McCabe (* 12. November 1867 in Macclesfield, Cheshire; † 10. Januar 1955) war zunächst Priester und wurde später ein bekannter britischer Schriftsteller und Freidenker, der sich für den Atheismus einsetzte.
Im Jahr 1890 wurde Joseph McCabe zum Priester ordiniert. Durch die Erfahrungen in seinem Amt zunehmend desillusioniert, wandte er sich schließlich ab. Im Jahr 1896 beendete er sein Priesteramt. Bald darauf begann seine schriftstellerische Karriere, in der er den Katholizismus mit geschickter Feder kritisierte. Er schrieb eine beträchtliche Anzahl von Büchern, darunter A Rationalist Encyclopædia: A Book of Reference, On Religion, Philosophy, Ethics, and Science (London: Watts & Co. 1948). Zum Ende seines Lebens trat er der National Secular Society bei.